# Neimar José Valadares de Castro
Neimar José Valadares de Castro (nascido em 18 de março de 1964) é um ex-jogador brasileiro de futsal, que atuava na posição de ala. Neimar fez parte da Seleção Brasileira de Futsal que conquistou o primeiro título mundial em 1989.